# Xanthaciura
Xanthaciura är ett släkte av tvåvingar. Xanthaciura ingår i familjen borrflugor.
Kladogram enligt Catalogue of Life:
| Xanthaciura | \| \| Xanthaciura aczeli \| \| \| \| \| \| Xanthaciura biocellata \| \| \| \| \| \| Xanthaciura bipuncta \| \| \| \| \| \| Xanthaciura chrysura \| \| \| \| \| \| Xanthaciura connexionis \| \| \| \| \| \| Xanthaciura excelsa \| \| \| \| \| \| Xanthaciura flavicauda \| \| \| \| \| \| Xanthaciura insecta \| \| \| \| \| \| Xanthaciura major \| \| \| \| \| \| Xanthaciura mallochi \| \| \| \| \| \| Xanthaciura phoenicura \| \| \| \| \| \| Xanthaciura quadrisetosa \| \| \| \| \| \| Xanthaciura speciosa \| \| \| \| \| \| Xanthaciura stonei \| \| \| \| \| \| Xanthaciura tetraspina \| \| \| \| \| \| Xanthaciura thetis \| \| \| \| \| \| Xanthaciura unipuncta \| \| \| \| |
|             | \| \| Xanthaciura aczeli \| \| \| \| \| \| Xanthaciura biocellata \| \| \| \| \| \| Xanthaciura bipuncta \| \| \| \| \| \| Xanthaciura chrysura \| \| \| \| \| \| Xanthaciura connexionis \| \| \| \| \| \| Xanthaciura excelsa \| \| \| \| \| \| Xanthaciura flavicauda \| \| \| \| \| \| Xanthaciura insecta \| \| \| \| \| \| Xanthaciura major \| \| \| \| \| \| Xanthaciura mallochi \| \| \| \| \| \| Xanthaciura phoenicura \| \| \| \| \| \| Xanthaciura quadrisetosa \| \| \| \| \| \| Xanthaciura speciosa \| \| \| \| \| \| Xanthaciura stonei \| \| \| \| \| \| Xanthaciura tetraspina \| \| \| \| \| \| Xanthaciura thetis \| \| \| \| \| \| Xanthaciura unipuncta \| \| \| \| |
|             | Xanthaciura aczeli |
|             | |
|             | Xanthaciura biocellata |
|             | |
|             | Xanthaciura bipuncta |
|             | |
|             | Xanthaciura chrysura |
|             | |
|             | Xanthaciura connexionis |
|             | |
|             | Xanthaciura excelsa |
|             | |
|             | Xanthaciura flavicauda |
|             | |
|             | Xanthaciura insecta |
|             | |
|             | Xanthaciura major |
|             | |
|             | Xanthaciura mallochi |
|             | |
|             | Xanthaciura phoenicura |
|             | |
|             | Xanthaciura quadrisetosa |
|             | |
|             | Xanthaciura speciosa |
|             | |
|             | Xanthaciura stonei |
|             | |
|             | Xanthaciura tetraspina |
|             | |
|             | Xanthaciura thetis |
|             | |
|             | Xanthaciura unipuncta |
|             | |